# H&M
H & M Hennes & Mauritz AB (markedsført som H&M) er en børsnoteret svensk butikskæde med hovedsæde i Stockholm, der primært forhandler tøj. Den første butik åbnede i 1947 i den svenske by Vesterås, og har siden 1967 været i Danmark. Selskabet har i alt 177.000 (2019) ansatte og cirka 4.972 butikker i 73 lande, heraf 79 H&M-butikker og cirka 1.718 danske ansatte.
Kæden har specialiseret sig i et bredt udvalg af tøj og har både meget billigt tøj og tøj af lidt bedre kvalitet til højere priser. Kæden sælger både dame-, herre- og børnetøj, samt tøj målrettet det unge segment (kaldet Divided), tøj i store størrelser (H&M+) og ventetøj. Desuden sælger H&M accessoires og kosmetik.
Udover tøjbutikkerne H&M driver selskabet interiørkæden H&M Home, der ofte er placeret i forbindelse med en H&M-tøjbutik. I tillæg til tøjbutikkerne driver selskabet også butikskæderne Weekday og Monki.

## Historie
Firmaet blev grundlagt i Sverige i 1947. Erling Persson havde været en tur i USA og besøgt lavprisvarehuset Lerner på 37th Street i New York, hvor man solgte moderigtigt dametøj, der raskt kunne byttes ud hvis moden ændrede sig; en forretningsidé baseret på lave produktionsudgifter og små lagre. Hjemme i Västerås lukkede Perssons far sin egen forretning for at investere i sønnens projekt. En fiskeforretning i Stora gatan 28 blev omdannet til en konfektionsforretning ved navn Hennes. I 1968 købte Erling Persson lokalerne tilhørende Mauritz Widfors i Sergelgatan 22 i Stockholm, hvor der blev solgt jagt- og herretøj. Fra før af lå der en Hennes-forretning i nabolokalerne i Sergelgatan, en forretning, som Persson gerne ville udvide. Med i købet fulgte et lager med herretøj, som Persson tog ind i sit varetilbud. Samtidig omdøbte han firmaet til Hennes & Mauritz, senere forkortet til H&M.
H&Ms nordligste forretning åbnede i Alta i november 2009.

## H&M i Danmark
Den første danske H&M-butik blev etableret i 1967, og pr. 2020 er der 79 butikker jævnt fordelt over hele landet:
| Region             | Antal                 | By |
| ------------------ | --------------------- | --- |
| Region Hovedstaden | 27                    | Ballerup |
| Region Hovedstaden | 27                    | Frederiksberg |
| Region Hovedstaden | 27                    | Frederikssund |
| Region Hovedstaden | 27                    | Glostrup |
| Region Hovedstaden | 27                    | Hellerup |
| Region Hovedstaden | 27                    | Helsingør |
| Region Hovedstaden | 27                    | Herlev |
| Region Hovedstaden | 27                    | Hillerød |
| Region Hovedstaden | 27                    | Hvidovre |
| Region Hovedstaden | 27                    | Hørsholm |
| Region Hovedstaden | 27                    | Ishøj |
| Region Hovedstaden | 27                    | København (12 stk.) Amager - Amagercentret - Field's 1 - Field's 2 - Københavns Lufthavn Indre by - Amagertorv/Strøget - Købmagergade 36 (kun H&M Home) - Købmagergade 60 - Østergade/Galleri K Nørrebro - Nørrebro Bycenter Valby - Spinderiet Vanløse - Kronen Vesterbro - Fisketorvet |
| Region Hovedstaden | 27                    | Lyngby |
| Region Hovedstaden | 27                    | Rødovre |
| Region Hovedstaden | 27                    | Rønne |
| Region Hovedstaden | 27                    | Taastrup (2 stk.) - City 2 - Taastrup Torv |
| Region Sjælland    | 10                    | Holbæk |
| Region Sjælland    | 10                    | Hundige |
| Region Sjælland    | 10                    | Kalundborg |
| Region Sjælland    | 10                    | Nakskov |
| Region Sjælland    | 10                    | Nykøbing F |
| Region Sjælland    | 10                    | Næstved |
| Region Sjælland    | 10                    | Ringsted |
| Region Sjælland    | 10                    | Roskilde (2 stk.) - Ro's Torv - Skomagergade |
| Region Sjælland    | 10                    | Slagelse |
| Region Syddanmark  | 18                    | Esbjerg (3 stk.): - Broen - Esbjerg Storcenter, Gjesing - Midt-I/Kongensgade |
| Region Syddanmark  | 18                    | Fredericia |
| Region Syddanmark  | 18                    | Haderslev |
| Region Syddanmark  | 18                    | Kolding (2 stk.): - Helligkorsgade - Kolding Storcenter |
| Region Syddanmark  | 18                    | Odense (3 stk.): - Kongensgade - Rosengårdcentret - Vestergade |
| Region Syddanmark  | 18                    | Svendborg |
| Region Syddanmark  | 18                    | Sønderborg |
| Region Syddanmark  | 18                    | Vejle (2 stk.): - Bryggen - Nørregade |
| Region Syddanmark  | 18                    | Aabenraa |
| Region Syddanmark  | 18                    | Nyborg |
| Region Syddanmark  | 18                    | Tønder |
| Region Syddanmark  | 18                    | Middelfart |
| Region Midtjylland | 15                    | Herning (2 stk.): 1. Bredgade 2. Herningcentret |
| Region Midtjylland | 15                    | Holstebro |
| Region Midtjylland | 15                    | Horsens |
| Region Midtjylland | 15                    | Randers (2 stk.): - Randers Storcenter - Rådhusstræde |
| Region Midtjylland | 15                    | Silkeborg |
| Region Midtjylland | 15                    | Skanderborg |
| Region Midtjylland | 15                    | Skive |
| Region Midtjylland | 15                    | Viborg |
| Region Midtjylland | 15                    | Aarhus (5 stk.): - Bruuns Galleri - City Vest - Lille Torv - Storcenter Nord - Søndergade |
| Region Nordjylland | 8                     | Frederikshavn |
| Region Nordjylland | 8                     | Hjørring |
| Region Nordjylland | 8                     | Thisted |
| Region Nordjylland | 8                     | Aalborg (5 stk.): - Algade - Bispensgade - Friis - Shoppen - Aalborg Storcenter |
| I alt:             | 79 butikker i Danmark | 79 butikker i Danmark |

## Lande
Der er pr. 26. marts 2010 1.952 butikker i 38 lande:
| Land                       | Startår | Antal butikker |
| -------------------------- | ------- | -------------- |
| Sverige                    | 1947    | 133            |
| Norge                      | 1964    | 99             |
| Danmark                    | 1967    | 69             |
| Storbritannien             | 1976    | 163            |
| Schweiz                    | 1978    | 73             |
| Tyskland                   | 1980    | 350            |
| Holland                    | 1989    | 103            |
| Belgien                    | 1992    | 59             |
| Østrig                     | 1994    | 64             |
| Luxembourg                 | 1996    | 10             |
| Finland                    | 1997    | 38             |
| Frankrig                   | 1998    | 134            |
| Spanien                    | 2000    | 113            |
| USA                        | 2000    | 192            |
| Italien                    | 2003    | 65             |
| Polen                      | 2003    | 68             |
| Portugal                   | 2003    | 20             |
| Tjekkiet                   | 2003    | 19             |
| Canada                     | 2004    | 53             |
| Slovenien                  | 2004    | 10             |
| Irland                     | 2005    | 11             |
| Ungarn                     | 2005    | 10             |
| Kuwait                     | 2006    | 7              |
| Forenede Arabiske Emirater | 2006    | 10             |
| Grækenland                 | 2007    | 15             |
| Hongkong                   | 2007    | 6              |
| Kina                       | 2007    | 24             |
| Qatar                      | 2007    | 2              |
| Slovakiet                  | 2007    | 5              |
| Bahrain                    | 2008    | 3              |
| Egypten                    | 2008    | 2              |
| Japan                      | 2008    | 8              |
| Oman                       | 2008    | 1              |
| Saudi-Arabien              | 2008    | 9              |
| Libanon                    | 2009    | 4              |
| Rusland                    | 2009    | 5              |
| Israel                     | 2010    | 3              |
| Sydkorea                   | 2010    | 1              |
| Nordkorea                  | 2010    | 2              |
| Kroatien                   | 2011    | 6              |